# Rickinghall Superior
Rickinghall Superior est une paroisse civile du Suffolk, en Angleterre.